# سنیتسه
سنیتسه (به لاتین: Senice) یک منطقهٔ مسکونی در جمهوری چک است که در ناحیه نیمبورک واقع شده‌است. سنیتسه ۴٫۴۶ کیلومتر مربع مساحت و ۱۸۲ نفر جمعیت دارد و ۱۹۵ متر بالاتر از سطح دریا واقع شده‌است.